# پل لیک
پال لیک (انگلیسی: Paul Lake؛ زادهٔ ۲۸ اکتبر ۱۹۶۸) یک بازیکن فوتبال اهل بریتانیا است.